# 富平サムゴリ駅
富平サムゴリ駅（プピョンサムゴリえき）は、大韓民国仁川広域市富平区にある仁川交通公社1号線の駅である。駅番号は(I122)。ちなみにサムゴリ(三街/삼거리)は韓国語で「三叉路」の意味。

## 駅構造
- 相対式ホーム2面2線の地下駅。

## 駅周辺
- 仁川第一高等学校
- 仁川恵光学校
- 仁川報勲会館

## 歴史
- 1999年10月6日 - 開業。

## 隣の駅
仁川交通公社
●1号線
東樹駅 (I121) - 富平サムゴリ駅 (I122) - 間石オゴリ駅 (I123)